# 温斯帕赫
温斯帕赫（法語：Hunspach，法語發音：[unspax] 或 [unʃpax]）是法国下莱茵省的一个市镇，位于该省东北部，属于阿格诺-维桑堡区。

## 地理
温斯帕赫（48°57'11"N, 7°56'32"E）面积5.49 平方千米，位于法国大東部大區下莱茵省，该省份为法国大陆部分最东部的省份，是阿尔萨斯的一部分，今与上莱茵省组成了阿尔萨斯欧洲集体，其南至上莱茵省，西南接孚日省和默尔特-摩泽尔省，西接摩泽尔省，北与德国接壤，东侧沿莱茵河与德国相望。
与温斯帕赫接壤的市镇（或旧市镇、城区）包括：阿斯克巴克、德拉肯布龙-比尔伦巴克、奥芬、英戈尔赛姆、克费纳克、塞巴赫、舍嫩堡。
温斯帕赫的时区为UTC+01:00、UTC+02:00（夏令时）。

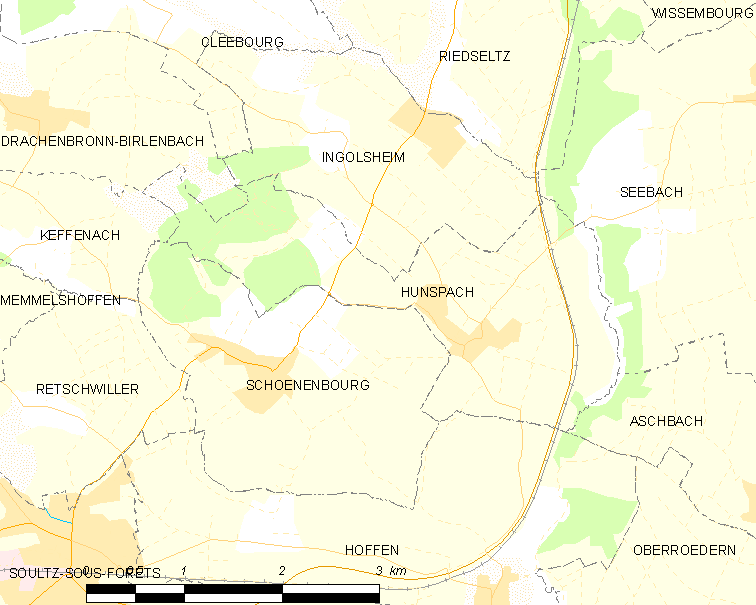
温斯帕赫的OSM定位图

## 行政
温斯帕赫的邮政编码为67250，INSEE市镇编码为67213。

## 政治
温斯帕赫所属的省级选区为维桑堡县。

## 人口

1962-2008年间温斯帕赫人口变化图示

温斯帕赫于2022年1月1日时的人口数量为625人。